# Guy Besse (homme politique)
Pour les articles homonymes, voir Guy Besse et Besse.
Guy Besse, né le 14 avril 1926 à Brion et mort le 17 décembre 2017, est un homme politique français.

## Détail des fonctions et des mandats
Mandat local
- 1977 - 1989 : Maire de Levroux

Mandat parlementaire
- 19 novembre 1982 - 1er octobre 1989 : Sénateur de l'Indre